# المرافدة (خنفر)

تعديل مصدري - تعديل

المرافدة هي إحدى قرى عزلة جعار بمديرية خنفر التابعة لمحافظة أبين، بلغ تعداد سكانها 64 نسمة حسب تعداد اليمن لعام 2004.